# Ayyoub Allach
 Ayyoub Allach es un futbolista marroquí, nacido en Bélgica, que actualmente milita en el Excelsior Virton de Bélgica. 
Se caracteriza por su paso por el Lierse SK donde ha estado la mayor parte de su trayectoria que después llegó al exelsior virton. 

## Carrera
Su carrera profesional comenzó en  Lierse SK donde debutó en 2013/14 donde llegaría la temporada 2018/19 y tendría un paso por la USL Championship en el Sporting Kansas City II donde acabaria volviendo al  Lierse SK. Finalmente se fue libre al Oisterwijk y  más tarde acabaría en el Excelsior Virton

## Lierse SK
Estuvo vinculado al club durante 8 temporadas pero en la 18/19 estuvo cedido en el Sporting Kansas City II
| Lierse Kempenzonen      | 2020/21 | 18 | 5 | 0 | 3 | 0 |
| Lierse Kempenzonen      | 2019/20 | 8  | 1 | 0 | 2 | 0 |
| Sporting Kansas City II | 2018/19 | 25 | 2 | 0 | 7 | 0 |
| Lierse SK               | 2017/18 | 23 | 0 | 0 | 3 | 0 |
| Lierse SK               | 2016/17 | 9  | 0 | 0 | 0 | 0 |
| Lierse SK               | 2015/16 | 22 | 2 | 0 | 0 | 0 |
| Lierse SK               | 2014/15 | 1  | 0 | 0 | 0 | 0 |
| Lierse SK               | 2013/14 | 1  | 0 | 0 | 0 | 0 |
|                         |         |    |   |   |   |   |

## Ooisterwijk
No jugó ningún partido oficial

## Exelsior Virton
Estuvo dos temporadas  y es su equipo actual 
| Temp             | PJ      |    |   |   |   |   |
| ---------------- | ------- | -- | - | - | - | - |
| Excelsior Virton | 2022/23 | 14 | 2 | 0 | 3 | 1 |
| Excelsior Virton | 2021/22 | 26 | 4 | 0 | 5 | 0 |